# Dina (vũ công múa bụng)
 Dina Talaat Sayed Muhammad (tiếng Ả Rập: دينا طلعت سيد محمد; sinh ngày 27 tháng 3 năm 1964), IPA: [ˈdiːnæ ˈtˤɑlʕɑt ˈsæjjed mæˈħæmmæd]; 1964 ) là một vũ công và nữ diễn viên múa bụng người Ai Cập. Cô được tạp chí Newsweek của Mỹ đặt tên là "Vũ công Ai Cập cuối cùng". Cô có bằng thạc sĩ Triết học.

## Cuộc sống cá nhân
Dina được sinh ra ở Rome, Ý. Cha cô là phóng viên của Thông tấn xã Trung Đông tại Rome. Năm 16 tuổi, Dina bị trầm cảm sau khi chồng chưa cưới tự tử và cô đã cố tự sát. Cô có bằng thạc sĩ triết học tại Đại học Ain Shams với sự khăng khăng của cha mình. Cô có một chị gái, Rita, một ca sĩ chuyên nghiệp vào những năm 1980 trước khi nghỉ hưu và quyết định mặc niqab. Cuộc hôn nhân đầu tiên của cô kết thúc bằng một cuộc ly dị vào năm 1998. Sau đó, cô kết hôn với đạo diễn Sameh El Bagoury, cha của con trai Ali. Sau khi El Bagoury chết vì khối u não năm 2001, cô bí mật kết hôn với Hossam Abol Fotouh. Có tin đồn rằng cô sẽ giải nghệ, nhưng cô đã trở lại với sự nghiệp của mình. Cô hiện đã kết hôn với doanh nhân Ai Cập Wael Abo Hussein.

## Sựềnghiệp
Dina bắt đầu sự nghiệp của mình vào đầu những năm 1970 với Đoàn múa Reda. Cô trở thành một vũ công solo vào những năm 1980 và sớm được biết đến. Vào những năm 1990, cô được biết đến với hợp đồng biểu diễn của mình tại các khách sạn như Cairo Sheraton, nơi cô đã gây sốc cho xã hội Ai Cập bằng cách tránh trang phục Bellydance truyền thống cho quần short và bikini. Giống như hầu hết các vũ công múa bụng, Dina nhảy cho các tổ chức riêng tư cũng như tham gia cộng đồng. Tính đến năm 2007, cô đã kiếm khoảng 7.000 bảng Ai Cập để xuất hiện tại các đám cưới. Cô đã đi đến nhiều quốc gia khác nhau để giảng dạy và biểu diễn, bao gồm cả Brazil năm 2005  và Úc vào năm 2010.
Năm 2011, cô phát hành cuốn tự truyện Huriati Fi Al Raqs (My Freedom in Dancing). Vì cuộc cách mạng Ai Cập năm 2011, nó không bán chạy ở Ai Cập, nhưng phiên bản tiếng Pháp Ma Lieté de danser (2011) đã tạo nên thành công.

### Đóng phim
- El-Kammasha (1987)
- En-Nasib Maktoub (1987)
- Ginan fi Ginan (1990)
- Al-Ghashim (1991)
- Albaree wa al-Gallad (1991)
- Esteqalet Gaber (1992)
- Mazbahet al-Shorafaa (1992)
- Bản demo Sahebat Al-Galala (1992)
- Al-Mansi (1993) - Khách mời danh dự
- Qshr el-Bondoq (1995)
- Estakoza (1996)
- Ibn Ezz (2001)
- Alaya el-Tarab bet-Talata (2007)
- Elbelyatsho (2007)
- Maganin Nos Kom (2007)
- Ezbet Adam (2009)
- Had Sama 'Haga? (2009)
- Wlad Al Balad (2010)
- ' Asl Eswad (2010)
- Shari 'Al Haram (2011)
- Foukak Mini (2011)
- ' Abda Mota (2012)
- ' Ash al-Balbal (2013)

### Vô tuyến
- Rodda Qalbi (1998)
- Fereska (2004)
- Raya Wi Sekeena (2007)
- Romanet el-Mizan (2008)
- Al Ashrar (2009)
- Samasim (2009)
- Zahra Bareyya (2009)
- Khas Gedan (2009)
- Waad Mesh Maktoub (2009)
- Qeshta We Asal (2013)
- Ahl al-Hawa (2013)
- Faraoun (2013)
- "Al-Harbaieh" (2017)
- "Lũ lụt / El Tofan" (2017)
- "Rahim" (2018)

### Rạp hát
- Alabanda (1995)

## liên kết ngoài
- Dina trên Instagram
- Dina trên Facebook